# 제이슨 나비
제이슨 나비(Jason Narvy, 1974년 3월 27일 ~ )는 미국의 배우, 텔레비전 배우, 성우이다.
로스앤젤레스에서 태어났다.

## 영화
- 위키드 게임 (2001년)
- 무적 파워 레인저 (1997년) - 유진 스컬 스컬로비치 역
- 파워 레인저 (1995년) - 유진 스컬 스컬로비치 역
- 마이티 모핀 파워레인저 (1993년) - 유진 스컬 스컬로비치 역